# Ronald J. Williams
Ronald James Williams (* 1945 in Kalifornien, Vereinigte Staaten; † 16. Februar 2024 in den Vereinigten Staaten) war ein US-amerikanischer Informatiker und Hochschullehrer.  Er war Professor für Informatik am Khoury College der Northeastern University und Pionier auf dem Gebiet neuronaler Netzwerke. Neuronale Netzwerkplattformen wie ChatGPT gehen auf seine Veröffentlichung Learning representations by back-propagating errors mit David E. Rumelhart und Geoffrey E. Hinton zurück. Es war eine neuartige Methode zum Aufbau und Training neuronaler Netzwerke. Williams Forschung wurde grundlegend für das Gebiet des maschinellen Lernens.

## Leben und Werk
Williams wuchs in der Gegend von Los Angeles auf. Er studierte am California Institute of Technology und promovierte 1975 in Mathematik bei Donald Werner Anderson an der University of California, San Diego mit der Dissertation: Algebraic Structures up to Homotopy.
Nach seinem Abschluss forschte er für einen Rüstungskonzern, der auf U-Boot-Abwehr spezialisiert war. Dort arbeitete er an der Entwicklung von Algorithmen, die dem US-Militär helfen sollten, sowjetische U-Boote zu entdecken. 1986 nahm er eine Stelle an der Northeastern University an und zog mit seiner Familie nach Massachusetts.
1986 entwickelte er mit Rumelhart und Hinton den Algorithmus, der das Training eines neuronalen Netzes möglich machte. Dies löste erneutes großes Interesse an dem Bereich und viele Folgearbeiten aus. Mit der Zeit wurden Daten und Rechenressourcen verfügbar und die Veröffentlichung erhielt über dreißigtausend Zitate.
Williams forschte weiter an neuronalen Netzwerken und Bestärkendem Lernen. Gemeinsam mit Wenxu Tong und Mary Jo Ondrechen entwickelte er Partial Order Optimum Likelihood (POOL), eine Methode des maschinellen Lernens, die bei der Vorhersage aktiver Aminosäuren in Proteinstrukturen verwendet wird.
Er starb 2024 im Alter von 79 Jahren.

## Veröffentlichungen (Auswahl)
- mit Wenxu Tong, Ying Wei, Leonel F. Murga, Mary Jo Ondrechen: Partial Order Optimum Likelihood (POOL): Maximum Likelihood Prediction of Protein Active Site Residues Using 3D Structure and Sequence Properties. PLoS Comput. Biol. 5(1), 2009.
- mit David Zipser: A Learning Algorithm for Continually Running Fully Recurrent Neural Networks. Neural Comput. 1(2), 1989, S. 270–280.